# فرامرز شهنی
فرامرز مهرجو شهنی (زاده ۱۳۳۰ مسجدسلیمان - درگذشته ۱۴ فروردین ۱۳۹۶ اهواز) بازیگر سینما و تلویزیون اهل ایران بود، که بازی در سینما را از سال ۱۳۶۶ با فیلم هراس به کارگردانی شهریار بحرانی آغاز کرد. او فارغ‌التحصیل بازیگری و کارگردانی از دانشکده هنرهای زیبای دانشگاه تهران است. از فیلم‌های دیگری که فرامرز شهنی در آن‌ها ایفای نقش نموده، می‌توان به بر بال فرشتگان، حمله به اچ ۳، عبور از خط سرخ و خلبان، همچنین سریال‌های تلویزیونی ترکش‌های صلح اشاره کرد.

## درگذشت
فرامرز شهنی (مهرجو) هنگام فعالیت در سریال زیباشهر، دچار سکته قلبی شد و پس از چند روز در ۱۴ فروردین ۱۳۹۶ در بیمارستان نفت اهواز درگذشت.

## فیلم سینمایی

### به عنوان بازیگر
- هراس (۱۳۶۶؛ شهریار بحرانی)
- حمله به‌اچ۳ (۱۳۷۳؛ شهریار بحرانی)
- خلبان (۱۳۷۵؛ جمال شورجه
- عبور از خط سرخ (۱۳۷۴؛ جمال شورجه)
- بر بال فرشتگان (۱۳۷۱؛ جواد شمقدری)
- به نام پدر به کارگردانی ابراهیم حاتمی کیا (بعلاوه همکاری در تولید)
- رشید حرفه‌ای (بعلاوه دستیار تولید)
- سفر به هیدالو (مجتبی راعی)
- نیلوفر (سابین ژمایل) (بعلاوه همکاری با تولید و مسئولیت هنروران)
- روزنه‌ای به سوی بهشت (سیدکاوه سجادی‌حسینی) (بعلاوه همکاری با تولید و مسئولیت هنروران)
- برگزیده (علی اصغر شادروان) (بعلاوه مدیر تولید
- سما در آتش (فریدالدین نیکجو) (بعلاوه همکاری در تولید)
- آبی مثل آسمان (محمد باقری‌نیکو)
- سفری برای صفر (حسن جوانبخت) (بعلاوه دستیار کارگردان و بازیگردان)
- زیباتر از زندگی (انسیه شاه‌حسینی) (بعلاوه دستیار کارگردان)

## مجموعه تلویزیونی

### بازیگر
- یوسف پیامبر (فرج‌الله سلحشور)
- عملیات ۱۲۵
- ایکس ۱۱ (سید رحیم حسینی)
- مردان آنجلس (فرج‌الله سلحشور)
- ترکش‌های صلح[۵]
- زیبا شهر (۱۳۹۶)، برنامه‌ریز و دستیار کارگردان

## تئاتر
- تله تئاتر سربخش، به کارگردانی تنوش تقی‌پور، بازیگر